# Daniel Jacoby
Daniel Jacoby, né à Bordeaux (France) le 20 novembre 1941 et décédé à Longueuil (Québec) le 3 septembre 2013, est un juriste québécois, avocat, adjoint de recherche à l'Office de révision du Code civil, professeur à l'Université de Montréal, directeur général à la législation, sous-ministre à la Justice et 5e Protecteur du citoyen du Québec (1987 à 2001).